# North East (subdistrito de Botswana)
North East é um subdistrito do Botswana localizado no distrito Nordeste. Possuía uma população estimada de 60 264 habitantes em 2011 e um total de 43 vilas.